# Escaramuza de Many Branch Point
La escaramuza de Many Branch Point fue un combate breve entre una patrulla argentina y una británica durante la guerra de las Malvinas.

## Preludio
El 9 de junio diez efectivos de la 1.ª Sección de Asalto de la Compañía de Comandos 601 conducida por el teniente primero José Martiniano Duarte partió de Puerto Howard con destino a Many Branch Point. Su misión era establecer un puesto de observación para informar al comando argentino sobre la base británica en San Carlos. A la tarde, cinco comandos regresaron, quedando Duarte con tres suboficiales.

## Desarrollo
El 10 de junio la patrulla al mando del teniente primero Duarte se desplazaba en una sucesión de cerros que bordea la costa en busca de un mejor punto de observación. Encontraron y rodearon una suerte de callejón formado por dos filas de rocas de un largo de 20 metros. Escucharon un murmullo dentro del corredor, por lo que retrocedieron un poco para discutir si atacar o no. En ese momento un soldado británico salió del callejón. El teniente primero Duarte gritó al británico: «¿argentino o inglés?» y después dijo: «¡hands up!, ¡hands up!» (en español: ¡manos arriba!, ¡manos arriba!). El británico se lanzó a un costado y disparó su arma a los argentinos. Inmediatamente el tiroteo se generalizó.
El teniente primero Duarte avistó en el callejón a dos combatientes británicos corriendo, a los cuales abrió fuego. Uno, el capitán Gavin Hamilton, cayó muerto. El otro, el cabo primero Charlie Fonseca, se rindió.

## Consecuencias
La Compañía de Comandos 601 despojó al cabo primero Fonseca de cartografía, una clave de comunicaciones y un código para hablar con el HMS Fearless (L10) y con la isla Ascensión.
La noche del 10 de junio un grupo de tres fragatas británicas bombardeó posiciones argentinas en Puerto Howard. Los argentinos apreciaron imprecisión en los disparos, lo cual significaba que la pareja de soldados británicos estaban como observadores de artillería.
Después los argentinos recuperaron al cadáver del capitán Hamilton, al cual le sustrajeron documentación y una baliza encendida. Los argentinos velaron al capitán Hamilton junto al conscripto Fernández del Regimiento de Infantería 5 para sepultarlos en Puerto Howard. Excepcionalmente, los argentinos permitieron que la bandera británica fuera colocada en su ataúd antes del entierro, en reconocimiento por su valor.
La tumba de Hamilton se halla en una colina.